# Мел (мови)
Мел — група мов з південної гілки західноатлантичних мов. Мови групи поширені у Західній Африці.
До групи належать такі мови:
- темне (мова)
- бага (мова) з низкою діалектів (бага-коба, собане, сітему, мадурі)
- ландума
- тіапі
- булом разом із шербро
- ммані
- крім
- кіссі
- гола